# Jan Awrejcewicz
Jan Awrejcewicz (ur. 26 sierpnia 1952 w Telesze) – polski inżynier, naukowiec specjalizujący się w mechanice nieliniowej, matematyce stosownej, automatyce, biomechanice i mechatronice. Kierownik Katedry Automatyki, Biomechaniki i Mechatroniki Wydziału Mechanicznego Politechniki Łódzkiej. Członek rzeczywisty Polskiej Akademii Nauk.

## Wykształcenie
Jan Awrejcewicz jest absolwentem Politechniki Łódzkiej. Tytuł magistra inżyniera uzyskał w 1977 roku, stopień doktora w 1981 roku, stopień doktora habilitowanego w 1990 roku, a tytuł profesora w 1994 roku. W 1978 roku ukończył również studia na Wydziale Filozoficzno-Historycznym Uniwersytetu Łódzkiego (kierunek filozofia).
Od 1997 roku zatrudniony jest na stanowisku profesora zwyczajnego na Wydziale Mechanicznym Politechniki Łódzkiej, gdzie od 1998 roku pełni funkcję kierownika założonej przez siebie Katedry Automatyki, Biomechaniki i Mechatroniki.

## Działalność naukowa i naukowo-organizacyjna
Jan Awrejcewicz specjalizuje się w mechanice nieliniowej i układach dynamicznych. Zainteresowania naukowe Awrejcewicza dotyczą nie tylko szeroko pojmowanej mechaniki, w tym przede wszystkim mechaniki nieliniowej (ze szczególnym uwzględnieniem zjawisk bifurkacji i chaosu), ale także biomechaniki, a również mechatroniki i zagadnień związanych z automatyką (w zakresie sterowania procesami mechanicznymi, kontroli drgań i optymalizacji). Jego dorobek naukowy obejmuje cztery zasadnicze obszary: metody asymptotyczne, dynamikę nieliniową układów dyskretnych (z uwzględnieniem tarcia i uderzeń), dynamikę nieliniową układów ciągłych (z uwzględnieniem termosprężystości i tribologii) oraz biomechanikę inżynierską.
Awrejcewicz jest autorem lub współautorem ponad 960 artykułów w czasopismach naukowych i recenzowanych materiałach konferencyjnych, 55 monografii, 2 podręczników dla studentów oraz 1 patentu, a także redaktorem 36 książek, 42 wydań specjalnych czasopism naukowych i 23 zbiorów materiałów konferencyjnych (aktualny spis publikacji dostępny jest na stronie www.abm.p.lodz.pl).
Pełnił funkcję promotora 27 obronionych doktoratów i był opiekunem/mentorem 8 przewodów habilitacyjnych. Ponadto był opiekunem 30 naukowców z zagranicy przebywających w Katedrze Automatyki, Biomechaniki i Mechatroniki Wydziału Mechanicznego Politechniki Łódzkiej w ramach staży przyznawanych przez różnego rodzaju fundacje.
Awrejcewicz jest lub był członkiem komitetów redakcyjnych 85 zagranicznych i krajowych czasopism naukowych z dziedziny mechaniki i układów dynamicznych. Był także członkiem komitetów naukowych licznych konferencji z tej dziedziny, zorganizowanych w różnych ośrodkach całego świata. Ponadto pełnił funkcję kierownika w 18 grantach przyznanych przez KBN, NCN i FNP.
Jest pomysłodawcą i przewodniczącym komitetów naukowych i organizacyjnych cyklicznej konferencji „Dynamical Systems – Theory and Applications”, która nieprzerwanie od 1992 roku gromadzi rzesze zagranicznych i polskich naukowców. Był przewodniczącym komitetów naukowych konferencji „Mechatronics – Ideas for Industrial Applications” (Warszawa 2012, Łódź 2014, Gdańsk 2015, Gliwice 2017) oraz  „Biomechanics” (Łódź, 2014), 5th International Conference on Power Science and Engineering (Wenecja, 2016), 7th International Conference of Mechatronics and Control Engineering (Amsterdam, 2018) i 5th International Conference on Mechanical Properties of Materials (Amsterdam, 2018).
Był również promotorem 3 doktorów Honoris Causa Politechniki Łódzkiej (prof. Tsuneo Someya (2003), prof. Vadim A. Krysko (2013) i prof. Peter Hagedorn (2017)).

### Najważniejsze pełnione funkcje
- członek Komitetu Mechaniki PAN (od 1993)
- kierownik Katedry Automatyki, Biomechaniki i Mechatroniki, WM PŁ (od 1998)
- członek Akademii Inżynierskiej (od 2005)
- członek IFToMM (International Federation of Theory of Machines and Mechanisms), przewodniczący sekcji „Nonlinear Oscillations” (2006–2012)
- wiceprezes Polskiego Towarzystwa Biomechaniki (2012–2014)
- członek Centralnej Komisji do Spraw Tytułów i Stopni Naukowych (2013–2016 i 2017–2020)[1]
- członek korespondent PAN (2016-2022)[2]
- członkiem Rady Doskonałości Naukowej od 2019[3]
- członek rzeczywisty PAN (od 2022)

## Nagrody i wyróżnienia
W swojej karierze naukowej Awrejcewicz uzyskał stypendia zagraniczne, w tym stypendium Programu Fulbrighta i stypendium Fundacji Alexandra von Humboldta (dwukrotnie), stypendium amerykańskiej Fundacji im. Tadeusza Kościuszki, a także stypendium Japońskiego Towarzystwa Promocji Nauki oraz stypendium Centrum Badań w zakresie Zaawansowanej Nauki i Technologii Uniwersytetu w Tokio. W 2006 roku Awrejcewicz został jednym z dwóch laureatów pierwszej edycji krajowej nagrody naukowej „Złota Lampa”, przyznawanej przez Fundację Polskiego Górnictwa Naftowego i Gazu S.A. im. I. Łukasiewicza. W 2009 roku został laureatem nagrody w dziedzinie mechaniki, przyznawanej w ramach programu „Mistrz” przez Fundację na rzecz Nauki Polskiej. W 1996 roku Awrejcewicz został odznaczony Złotym Krzyżem Zasługi, w 2001 roku Krzyżem Kawalerskim Orderu Odrodzenia Polski, a w roku 2012 Krzyżem Oficerskim Orderu Odrodzenia Polski.

### Najważniejsze nagrody i wyróżnienia

#### Doktoraty Honoris Causa
- Politechnika Częstochowska (2014)[5]
- Akademia Techniczno-Humanistyczna w Bielsku-Białej (2014)[6][7]
- Politechnika Gdańska (2019)[8]
- Politechnika Świętokrzyska (2019)[9]
- National Technical University "Kharkiv Polytechnic Institute" (2019)
- Politehnica University Timisoara, Timisoara, Rumunia (2021)
- Prydniprowska State Akademy of Civil Engineering and Architekture, Dnipro, Ukraina (2021)

#### Nagrody
- Mitsubishi, RCAST, Uniwersytet Tokijski (1992)
- indywidualna nagroda Ministerstwa Edukacji Narodowej (1996)
- zespołowa nagroda Ministerstwa Edukacji Narodowej i Szkolnictwa Wyższego (2004, 2006)
- Złota Lampa (PGNiG) (2006)
- indywidualna nagroda Ministerstwa Edukacji Narodowej i Szkolnictwa Wyższego (2008, 2015)
- zespołowa nagroda Ministerstwa Edukacji Narodowej i Szkolnictwa Wyższego dla najlepszego dydaktyka (z Pawłem Olejnikiem; 2018)[10]
- Laureat Programu „Mistrz”, Fundacja Nauki Polskiej (2009)
- Nagroda Humboldta (2010/2011 i 2016)
- nagroda Ministra Edukacji i Nauki za całokształt dorobku (2022)

#### Staże zagraniczne (stypendia) fundacji
- 'TEMPRA PECO' E.N.T.P.E., Région, Rhônes-Alpes, Vaulx-en-Velin (2001,2002)
- Fundacja Fulbrighta, Berkeley, USA (2001)
- Fundacja Kościuszkowska (New York), Uniwersytet w Illinois, USA (1999/2000)
- République Francaise, Ministére de l'Education nationale, de la recherche et de la technologie, E.N.T.P.E., Vaulx-en-Velin (1999)
- JSPS, Uniwersytet Tokijski, Japonia (1990/1991)
- Fundacja Humboldta, Uniwersytet w Brunszwiku, Niemcy (1987–1990, 1993)
- 'TEMPRA', E.N.T.P.E., Région, Rhônes-Alpes, Lyon, Francja (1995)

#### Odznaczenia
- Złoty Krzyż Zasługi, Prezydent RP (1996)
- Medal Ministra Edukacji Narodowej (1998)
- Krzyż Kawalerski Orderu Odrodzenia Polski, Prezydent RP (2001)
- Krzyż Oficerski Orderu Odrodzenia Polski, Prezydent RP (2012)

## Książki

### Monografie obcojęzyczne
1. J. Awrejcewicz, Bifurcation and Chaos in Simple Dynamical Systems. World Scientific, Singapore, 1989
2. J. Awrejcewicz, Bifurcation and Chaos in Coupled Oscillators. World Scientific, Singapore, 1991
3. J. Awrejcewicz, I.V. Andrianov, L.I. Manevitch, Asymptotic Approach in Nonlinear Dynamics: New Trends and Applications. Springer-Verlag, Berlin, 1998
4. J. Awrejcewicz, V.A. Krysko, Nonclassical Thermoelastic Problems in Nonlinear Dynamics of Shells. Springer-Verlag, Berlin, 2003
5. J. Awrejcewicz, C.-H. Lamarque, Bifurcation and Chaos in Nonsmooth Mechanical Systems. World Scientific Publishing, Singapore, 2003
6. J. Awrejcewicz, I.V. Andrianov, L.I. Manevitch, Asymptotical Mechanics of Thin Walled Structures. Springer-Verlag, Berlin, 2004
7. J. Awrejcewicz, V.A. Krysko, A.F. Vakakis, Nonlinear Dynamics of Continuous Elastic Systems. Springer-Verlag, Berlin, 2004
8. J. Awrejcewicz, R. Andrzejewski, Nonlinear Dynamics of a Wheeled Vehicle. Springer, Berlin, 2005
9. J. Awrejcewicz, V.A. Krysko, Introduction to Asymptotic Methods. Chapman and Hall, CRC Press, Boca Raton, New York, 2006
10. J. Awrejcewicz, V.A. Krysko, A.V. Krysko, Thermodynamics of Plates and Shells. Springer, Berlin, 2007
11. J. Awrejcewicz, M.M. Holicke, Smooth and Non-smooth High Dimensional Chaos and the Melnikov type Methods. World Scientific, Singapore, 2007
12. J. Awrejcewicz, V.A. Krysko, Origin and Interaction of Mathematics and Mechanics. Department Automatics and Biomechanics, Łódź, 2007
13. J. Awrejcewicz, V.A. Krysko, Chaos in Structural Mechanics. Springer-Verlag, Berlin 2008
14. J. Awrejcewicz, Yu. Pyryev, Nonsmooth Dynamics of Contacting Thermoelastic Bodies. Springer-Verlag, New York, 2009
15. J. Awrejcewicz, Classical Mechanics: Kinematics and Statics. Springer-Verlag, Berlin, 2012
16. J. Awrejcewicz, Classical Mechanics: Dynamics. Springer-Verlag, Berlin, 2012
17. J. Awrejcewicz, Z. Koruba, Classical Mechanics: Applied Mechanics and Mechatronics. Springer-Verlag, Berlin, 2012
18. I.V. Andrianov, J. Awrejcewicz, Asymptotic Analysis and Synthesis in Nonlinear Dynamics and Mechanics of Deformable Bodies. IKI, Moscow/Izhevsk, 2013
19. I.V. Andrianov, J. Awrejcewicz, V.V. Danishevs’kyy, A.O. Ivankov, Asymptotic Methods on the Theory of Plates with Mixed Boundary Conditions. Wiley, Chinchester, 2014
20. J. Awrejcewicz, Ordinary Differential Equations and Mechanical Systems. Springer International, 2014
21. J. Awrejcewicz, V.A. Krysko, I.V. Papkova, A.V. Krysko, Deterministic Chaos in One Dimensional Continuous Systems. World Scientific, Singapore, 2016
22. J. Awrejcewicz, D. Lewandowski, P. Olejnik, ‘Dynamics of Mechatronics Systems’. World Scientific, Singapore, 2016
23. P. Olejnik, J. Awrejcewicz, M. Feckan, ‘Modeling, Analysis and Control of Dynamical Systems with Friction and Impacts’, World Scientific, Singapore, 2017
24. I.V. Andrianov, J. Awrejcewicz, J. Danishevskyy, ‘Asymptotical Mechanics of Composites’, Springer, Berlin, 2018
25. V.A. Krysko, J. Awrejcewicz, M.V. Zhigalov, V.F. Kirichenko, A.V. Krysko, ‘Mathematical Models of Higher Orders’, Springer, Berlin, 2019
26. J. Awrejcewicz, V.A. Krysko, ‘Elastic and Thermoelastic Problems in Nonlinear Dynamics of Structural Members’, Springer, Berlin, 2020
27. J. Awrejcewicz, A.V. Krysko, M.V. Zhigalov, V.A. Krysko, ‘Mathematical Modelling and Numerical Analysis of Size-Dependent Structural Members in Temperature Fields: Regular and Chaotic Dynamics of Micro/Nano Beams, Plates and Shells’, Springer, Berlin, 2020
28. I.V. Andrianov, J. Awrejcewicz, V. Danishevskyy, ‘Linear and Nonlinear Waves in Microstructured Solids. Homogenization and Asymptotic Approaches’, CRC Press Taylor&Francis Group, 2021
29. J. Awrejcewicz, R. Starosta, G. Sypniewska-Kamińska, 'Asymptotic Multiple Scale Method in Time Domain. Multi-Degree-of-Freedom Stationary and Nonstationary Dynamics', CRC Press Taylor&Francis Group, 2022
30. I.V. Andrianov, J. Awrejcewicz, G.A. Starushenko, 'Approximate Models of Mechanics of Composites. An Asymptotic Approach', CRC Press Taylor&Francis Group, 2023
31. I.V. Andrianov, J. Awrejcewicz, 'Linearni in nelinearni valovi v mikrostrukturiranih trdninah : homogenizacija in asimptotični pristopi', Novo Mesto : Fakulteta za Industrijski Inženiring, 2023
32. I.V. Andrianov, J. Awrejcewicz, 'Asymptotic Methods for Engineers', CRC Press Taylor&Francis Group, 2024

### Monografie w języku polskim
1. J. Awrejcewicz, Bifurkacje i chaos w układach dynamicznych. Wydawnictwo Politechniki Łódzkiej, Łódź, 1990
2. J. Awrejcewicz, Dynamika nieliniowa maszyn. Wydawnictwo Politechniki Łódzkiej, Łódź, 1994
3. J. Awrejcewicz, Matematyczne metody mechaniki. Wydawnictwo Politechniki Łódzkiej, Łódź, 1995
4. J. Awrejcewicz, Chaos i synchronizacja w układach fizycznych. Wydawnictwo Politechniki Łódzkiej, Łódź, 1995
5. J. Awrejcewicz, Metody asymptotyczne – Nowa perspektywa poznania. Wydawnictwo Politechniki Łódzkiej, Łódź, 1995
6. J. Awrejcewicz, Drgania deterministyczne układów dyskretnych. Wydawnictwa Naukowo-Techniczne, Warszawa, 1996
7. J. Awrejcewicz, V.A. Krysko, Techniki i metody analizy drgań płyt i powłok. Wydawnictwo Politechniki Łódzkiej, Łódź, 1996
8. J. Awrejcewicz, Tajemnice nieliniowej dynamiki. Wydawnictwo Politechniki Łódzkiej, Łódź, 1997
9. J. Awrejcewicz, V.A. Krysko, Analiza numeryczna drgań powłok z wymuszeniem termicznym. WNT, Fundacja Książka Naukowo-Techniczna, Warszawa, 1998
10. J. Awrejcewicz, V.A. Krysko, Dynamika i stateczność powłok przy wymuszeniach termicznych. WNT, Fundacja Książka Naukowo-Techniczna, Warszawa, 1999
11. J. Awrejcewicz, V.A. Krysko, Drgania układów ciągłych. Wydawnictwa Naukowo-Techniczne, Warszawa, 2000
12. J. Awrejcewicz, I.V. Andrianov, Metody asymptotyczne i ich zastosowanie w teorii powłok. WNT, Fundacja Książka Naukowo-Techniczna, Warszawa, 2000
13. J. Awrejcewicz, I.V. Andrianov, Płyty i powłoki w przyrodzie, mechanice i biomechanice. WNT,Fundacja Książka Naukowo-Techniczna, Warszawa, 2001
14. J. Awrejcewicz, V.A. Krysko, Dynamika i stateczność podatnych wycinkowych powłok obciążanych termodynamicznie, WNT, Fundacja Książka Naukowo-Techniczna, Warszawa, 2002
15. J. Awrejcewicz, V.A. Krysko, M.P. Misnik, Trójwymiarowe zagadnienia teorii płyt w polu temperaturowym. WNT, Fundacja Książka Naukowo-Techniczna, Warszawa, 2003
16. J. Awrejcewicz, A.V. Krysko, Yu.V. Chebotyrevskiy, Od piramid do gwiazd. Rola matematyki i mechaniki w rozwoju cywilizacji. WNT, Fundacja Książka Naukowo-Techniczna, Warszawa, 2003
17. J. Awrejcewicz, R. Mosdorf, Analiza numeryczna wybranych zagadnień dynamiki chaotycznej. WNT, Fundacja Książka Naukowo-Techniczna, Warszawa, 2003
18. J. Awrejcewicz, V.A. Krysko, Wprowadzenie do współczesnych metod asymptotycznych, WNT, Fundacja Książka Naukowo-Techniczna, Warszawa, 2004
19. J. Awrejcewicz, V.A. Krysko, Dynamika chaotyczna belek, płyt i powłok. WNT, Warszawa, 2005
20. J. Awrejcewicz, Yu. Pyryev, P. Olejnik, G. Kudra, Matematyczne i numeryczne metody analizy bifurkacji i dynamiki chaotycznej układów mechanicznych z tarciem i uderzeniami. Łódź Technical University Press, Łódź, 2006
21. J. Awrejcewicz, Matematyczne modelowanie systemów. WNT, Warszawa, 2007
22. J. Awrejcewicz, Mechanika. WNT, Warszawa, 2007
23. J. Awrejcewicz, Mechanika techniczna. WNT, Warszawa, 2009
24. J. Awrejcewicz, Mechanika techniczna i teoretyczna. Statyka i kinematyka. Wydawnictwa Politechniki Łódzkiej, Łódź, 2011
25. J. Awrejcewicz, Mechanika techniczna i teoretyczna. Dynamika. Wydawnictwa Politechniki Łódzkiej, Łódź, 2011
26. P. Olejnik, D. Lewandowski, J. Awrejcewicz, Modelowanie i optymalizacja dyskretnych układów mechatronicznych. Wydawnictwa Politechniki Łódzkiej, Łódź, 2016

### Redakcje zbiorów prac
1. J. Awrejcewicz (Ed.). Bifurcation and Chaos: Theory and Application. Springer Verlag, Heidelberg, New York, 1995
2. J. Awrejcewicz (Ed.). Nonlinear Dynamics: New Theoretical and Applied Results. Akademie Verlag, Berlin, 1995
3. J. Awrejcewicz (Ed.). Modeling, Simulations and Control of Nonlinear Engineering Dynamical Systems: State of the Art, Perspectives and Applications. Springer-Verlag, Berlin, 2009
4. J. Awrejcewicz, G. Jemielita, Z. Kołakowski, S. J. Matysiak, W. Nagórko, W. Pietraszkiewicz, P. Śniady, R. Świtka, G. Szafer, M. Wągrowska, K. Wilmański, Cz. Woźniak (Eds.). Mathematical Modelling and Analysis in Continuum Mechanics of Microstructured Media. Silesian University Press, Gliwice, 2010
5. J. Awrejcewicz (Ed.). Numerical Analysis - Theory and Application. InTech, 2011
6. J. Awrejcewicz (Ed.). Numerical Simulations of Physical and Engineering Processes. InTech, 2011
7. J. Awrejcewicz, M. Kaźmierczak, P. Olejnik, J. Mrozowski (Eds.). Dynamical Systems - Nonlinear Dynamics and Control. LUT Press, Łódź, 2011
8. J. Awrejcewicz, M. Kaźmierczak, P. Olejnik, J. Mrozowski (Eds.). Dynamical Systems –Analytical/Numerical Methods, Stability, Bifurcation and Chaos. LUT Press, Łódź, 2011
9. J. Awrejcewicz, P. Hagedorn. Nonlinearity, Bifurcation and Chaos - Theory and Applications. InTech, 2012
10. J. Awrejcewicz, M. Kaźmierczak, P. Olejnik, J. Mrozowski (Eds.). Dynamical Systems - Theory. LUT Press, Łódź, 2013
11. J. Awrejcewicz, M. Kaźmierczak, P. Olejnik, J. Mrozowski (Eds.). Dynamical Systems - Applications. LUT Press, Łódź, 2013
12. J. Awrejcewicz (Ed.). Computational and Numerical Simulations. InTech, 2014
13. J. Awrejcewicz (Ed.). Applied Non-Linear Dynamical Systems (Springer Proceedings in Mathematics & Statistics). Springer, 2014
14. J. Awrejcewicz, R. Szewczyk, M. Trojnacki, M. Kaliczynska (Eds.). Mechatronics - Ideas for Industrial Application (Advances in Intelligent Systems and Computing). Springer, 2015
15. J. Awrejcewicz, M. Shitkova, V. Niola, T. Panagopoulos, W. Wenzel, F. Gorunescu, I. Horova, A. Korobeinikov (Eds.). Energy, Environment, Biology and Biomedicine (Proceedings of the 2014 International Conference on Energy, Environment, Ecosystems and Development II, Proceedings of the 2014 International Conference on Biology and Biomedicine II). 2014
16. J. Awrejcewicz, M. Kaźmierczak, J. Mrozowski, P. Olejnik (Eds.). Dynamical Systems: Mathematical and Numerical Approaches. 2015
17. J. Awrejcewicz, M. Kaźmierczak, J. Mrozowski, P. Olejnik (Eds.). Dynamical Systems: Mechatronics and Life Sciences. 2015
18. J. Awrejcewicz, M. Kaźmierczak, J. Mrozowski, P. Olejnik (Eds.). Dynamical Systems: Control and Stability. 2015
19. J. Awrejcewicz, K. Kaliński, R. Szewczyk, M. Kaliczyńska (Eds.). Mechatronics: Ideas, Challenges, Solutions and Applications. Springer, New York, 2016
20. J. Awrejcewicz (Ed.). Dynamical Systems: Modelling. Springer, 2016
21. J. Awrejcewicz (Ed.). Dynamical Systems: Theoretical and Experimental Analysis. Springer, 2016
22. J. Awrejcewicz, M. Kaźmierczak, J. Mrozowski, P. Olejnik (Eds.). Vibration, Control and Stability of Dynamical Systems, 2017
23. J. Awrejcewicz, M. Kaźmierczak, J. Mrozowski, P. Olejnik (Eds.). Mathematical and Numerical Aspects of Dynamical System Analysis, 2017
24. J. Awrejcewicz, M. Kaźmierczak, J. Mrozowski, P. Olejnik (Eds.). Engineering Dynamics of Life Sciences, 2017
25. J. Awrejcewicz, ‘Resonance’. InTech, Rijeka, 2018
26. J. Awrejcewicz, Dynamical Systems in Applications, Springer, 2019
27. J. Awrejcewicz, Dynamical Systems in Theoretical Perspective, Springer, 2019
28. J. Awrejcewicz, J.A. Tenreiro Machado, Entropy in Dynamic Systems, MDPI, Basel, 2019
29. J. Awrejcewicz, M, Kaźmierczak, J. Mrozowski, Theoretical Approaches in Non-Linear Dynamical Systems, TUL, Łódź, 2019
30. J. Awrejcewicz, M, Kaźmierczak, P. Olejnik, Applicable Solutions in Non-Linear Dynamical Systems, TUL, Łódź, 2019
31. J. Awrejcewicz, D. Grzelczyk, Dynamical Systems Theory, InTech, 2020
32. J. Awrejcewicz, Perspectives in Dynamical Systems I: Mechatronics and Life Sciences, Springer, 2021
33. J. Awrejcewicz, Perspectives in Dynamical Systems II: Mathematical and Numerical Approaches, Springer, 2021
34. J. Awrejcewicz, Perspectives in Dynamical Systems III: Control and Stability, Springer, 2021
35. J. Awrejcewicz, R. Shanmuganathan, M. Ragulskis, Recent Trends in Chaotic, Nonlinear and Complex Dynamics, World Scientific, 2021
36. J. Awrejcewicz, Perspectives in Dynamical Systems I - Applications, Springer, 2024
37. J. Awrejcewicz, Perspectives in Dynamical Systems II - Numerical and Analytical Approaches, 2024

### Podręczniki
1. J. Awrejcewicz, W. Wodzicki, Podstawy automatyki – teoria i przykłady. Wydawnictwa Politechniki Łódzkiej, Łódź, 2001
2. J. Mrozowski, J. Awrejcewicz, Podstawy Biomechaniki. Wydawnictwa Politechniki Łódzkiej, Łódź, 2004